# Heimatmuseum Warnemünde

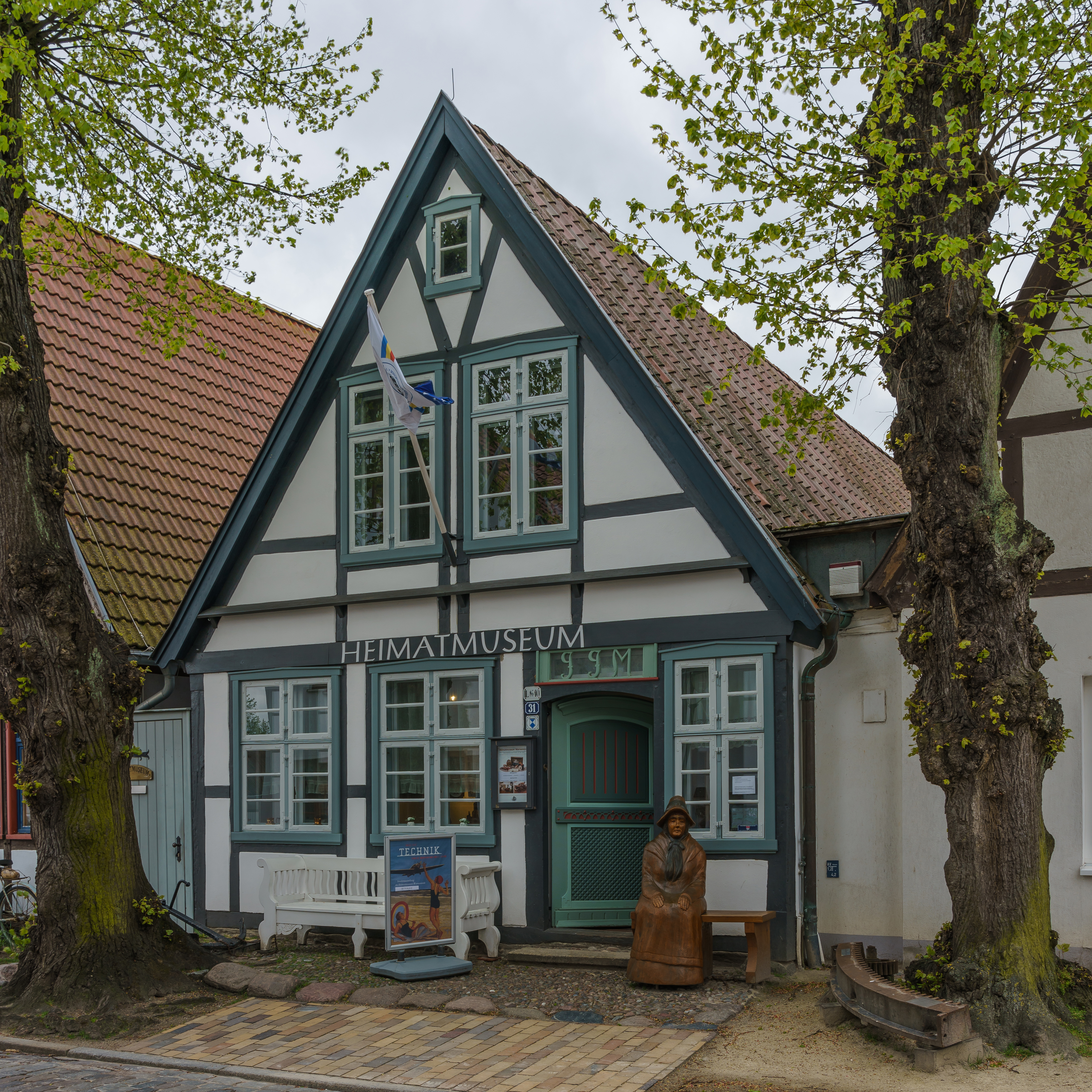
Heimatmuseum Warnemünde (2018)

Das Heimatmuseum Warnemünde ist ein volkskundliches Museum im Ortsteil Warnemünde der Hansestadt Rostock.

## Geschichte

### Anfänge 1914

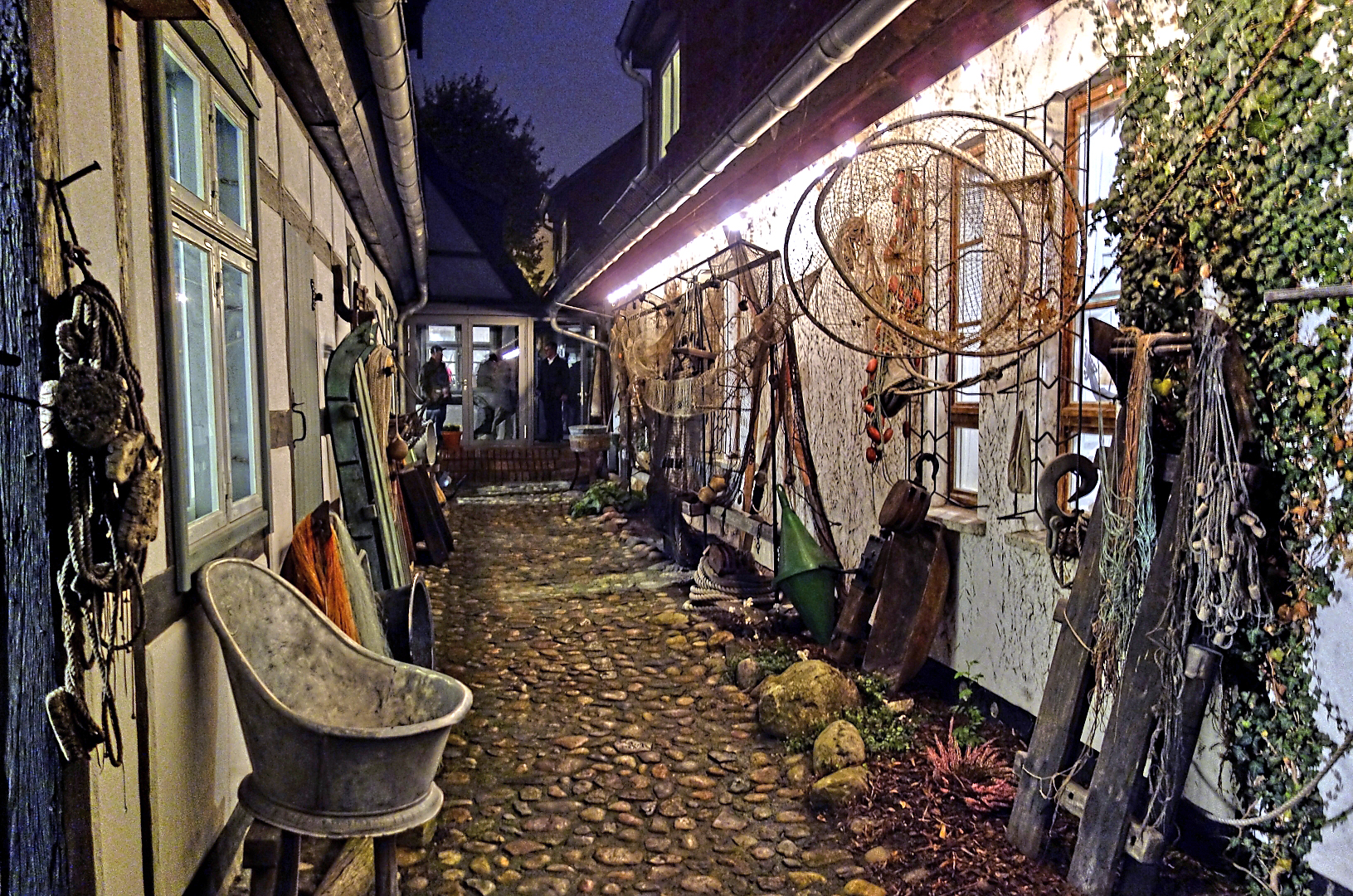
Innenhof

Der Warnemünder Fischer Heinrich Holtfreter machte 1914 auf die Tatsache aufmerksam, dass immer mehr des alten, vererbten Gutes durch „Berliner und Händlers“ aus Warnemünde für immer verschwinden würde und regte eine Sammlung und Sicherung dieser Gegenstände an. Der Schulrektor Adolph Ahrens griff diese Idee auf und verkündete diese auf der Sitzung des Plattdeutschen Vereins von Warnemünde am 12. Februar 1914. Der Verein gab dann die Empfehlung, dass „eine Sammlung aller geschichtlich und kulturgeschichtlich wichtigen Sachen“ betrieben werden soll und gab zu bedenken: „Es ist hohe Zeit, daß man jetzt damit anfängt. Von Händlern wird ungemein viel weggeschleppt.“ Ein Museumsausschuss wurde gebildet, dem der Lehrer Kruse, Lehrer Ahrens, Töpfermeister Thesenvitz und Fischer Holtfreter angehörten. Es folgte der Aufruf an alle Warnemünder Einwohner, Dinge, die für eine museale Sammlung geeignet waren, abzugeben. Der Beginn dieser Sammlung war die Übergabe einer Reihe von Fischereiarbeitsgeräten, Trachtenstücke und Gebrauchsgegenstände durch Heinrich Holtfreter. In dessen Veranda in der Alexandrinenstraße 64 wurden die abgegebenen Stücke gesammelt. Schnell waren mehrere hundert Exponate zusammengetragen und die Notwendigkeit einer sachgerechten Unterbringung stand an. Über eine Zeitungsanzeige suchte man nach Räumen für die Unterbringung während der Sommersaison, da die Veranda für die Badegäste benötigt wurde.
Der Kaufmann Kruse vermietete zwei Räume im Hintergebäude der Friedrich-Franz-Straße 32, seine Frau betreute die Stücke. Durch das Anwachsen der Sammlung war auch hier keine dauerhafte Unterbringung gewährleistet, es wurde der Vorschlag gemacht, ein Haus in Warnemünde zu erwerben. Dies scheiterte jedoch an fehlenden Angeboten und finanzieller Ausstattung des Vereins. Nach langen Verhandlungen Rektor Ahrens’ mit dem Rat der Stadt Rostock, wurde eine zwischenzeitliche Unterbringung der Sammlung in zwei Räumen der Fritz-Reuter-Schule ermöglicht. Adolf Ahrens erkrankte schwer und musste die Leitung der Sammlung abgeben.

### 1932 bis 1945
Mit Johannes Gosselck wurde ein geeigneter Nachfolger gefunden, der von Beruf Lehrer war und sich sehr für die Volkskunde und die niederdeutsche Sprache einsetzte. Erste Bedenken gegen ihn, der nicht in Warnemünde geboren war, konnte er schnell ausräumen. Er bezog in seiner Suche nach einer Unterbringung des Museums erstmals die Rostocker Verwaltung ein und fand hier mit dem Stadtverordneten Wilhelm Bremer einen neuen Verbündeten. Nach einigen vergeblichen Anläufen gelang es im November 1932, das Angebot der Besitzerin Fräulein Christine Jungmann in der Alexandrinenstraße 31, ihr 1767 erbautes Haus zu übernehmen und ihr im Obergeschoss im Gegenzug eine kleine Wohnung herzurichten und ihr eine Rente zu zahlen, zu realisieren. Für die finanziellen Mittel kam die Stadt Rostock, der Verwaltungsausschuss Warnemünde, die Kurverwaltung und der Plattdeutsche Verein auf. Am 1. März 1933 wurde der Vertrag unterschrieben und bis zum Juli wurde das Haus umgebaut. Alle Räume wurden renoviert, die Elektrik erneuert, die Veranda abgerissen und vor dem Haus die Pflasterung durchgeführt. Am 1. Juli 1933 wurde im Rahmen des Heimattreffens in Warnemünde das Museum durch eine feierliche Schlüsselübergabe des Stadtrats Wienke an Johannes Gosselck für die Öffentlichkeit übergeben.
Da die Arbeit im Museum durch den Plattdeutschen Verein nun nicht mehr bewältigt werden konnte, wurde im Januar 1933 ein Museumsverein gegründet, der schnell 75 Mitglieder hatte. Die bisherige Museumskommission übernahm gemeinsam mit Vertretern der Kurverwaltung, Stadtverwaltung und des Verkehrsvereins die Leitung. Ziel der Sammlung war es, ein fachlich dem Stand der Volkskunde entsprechendes Museum und kein „Raritätenkabinett“ zu betreiben. Unterstützung erfuhr das Museum dabei von Friedrich Barnewitz und Richard Wossidlo. Durch den Tod von Christine Jungmann am 11. November 1933 ging das Gebäude in städtischen Besitz über, genau wie viele Einrichtungsgegenstände, so die komplette Küche mit englischem Geschirr und Messingkesseln, Näh- und Strickkästen und Schmuck. Die Anzahl der Stücke war auf 3000 gewachsen, was eine sorgfältige Registratur notwendig machte. Die Restaurierung und Aufbewahrung war wegen geringer finanzieller Mittel ein ständiges Problem. Ab 1937 wurde die Zusammenarbeit mit dem städtischen Museum verstärkt, was seit 1939/40 einen kleinen, aber festen Etat für das Heimatmuseum als Ergebnis hatte. Zum 25-jährigen Jubiläum 1939 brachte Johannes Gosselck den ersten Museumsführer heraus. Während des Zweiten Weltkriegs wurden die Exponate 1943 in die Kirchen in Lichtenhagen und Hanstorf ausgelagert. Einige wertvolle Stücke gingen dabei verloren.

### 1945 bis 1989
Nach dem Zweiten Weltkrieg heißt es in einer Bestandsaufnahme: „Es sind noch manche Gegenstände erhalten geblieben. Die Wertsachen sind von den Russen entwendet, andere Gegenstände zum Teil von der Jugend. Herr Gosselck ist bemüht, dieselben wieder herbeizuschaffen.“ Im August 1945 wurde Johannes Gosselck zum kommissarischen Leiter des Museums berufen und schon am 2. Februar 1946 konnte das jetzt Warnemünder Heimathaus genannte Museum feierlich wiedereröffnet werden. Gosselck starb 1948, neuer Leiter wurde bis 1949 Ferdinand Scherff. In der Folge wurde das Museum dem Kulturhistorischen Museum in Rostock angeschlossen. In den 1960er Jahren wurde die Sammlung vernachlässigt, Inventarisierungen und Restaurierungen fanden kaum noch statt, das Gebäude war in den 1970er Jahren in einem desolaten Zustand, was 1976 zur Schließung führte. Bis 1979 erfolgte eine Sanierung, die zwar das Haus erhielten, der denkmalgerechten Sanierung aber nicht entsprach. Zur Neueröffnung 1979 gehörte das Museum zum Schifffahrtsmuseum Rostock.

### Seit 1989
Nach der politischen Wende wurde eine Betonung des volkskundlichen Inhalts der Ausstellung durchgesetzt und 1991 konnte das Nachbarhaus Nr. 30 mitgenutzt werden, was die Ausstellungsfläche auf etwa 220 Quadratmeter erweiterte. Ein neues Ausstellungskonzept erhöhte die Attraktivität. Trotzdem stand 2003 das Museum wieder vor der Schließung, da die knappen Finanzen der Stadt Rostock eine Weiterführung in der bisherigen Form nicht zuließ. Durch die Gründung des Museumsvereins Warnemünde e.V., der mit einem Betreibervertrag mit der Stadt Rostock seit 2005 das Haus weiterführt, konnte dies verhindert werden. Eine jährliche Förderung wird durch die Stadt gezahlt.
In der ersten Jahreshälfte 2018 konnte durch finanzielle Förderung der Stadt Rostock und des Landes Mecklenburg-Vorpommern sowie eines Eigenanteils des Museumsvereins die Dauerausstellung komplett modernisiert werden.
Ein kleiner Bereich der Dauerausstellung des Heimatmuseums ist dem beliebten Sänger und gebürtigen Warnemünder Horst Köbbert gewidmet.

## Ausstellung
Die Ausstellung beinhaltet Exponate zur Geschichte der Fischerei und Seefahrt, über das Lotsenwesen und die Seenotrettung, hier ausführlich über die Geschichte und die Biografie des Lotsenkommandeurs Stephan Jantzen. Eine Abteilung der Ausstellung zeigt die Entwicklung Warnemündes vom Fischer- zum Badeort. Durch die originalgetreue Einrichtung der „Vörstuw“ (Stube), „Koek“ (Küche), „Achterstuw“ (Schlafzimmer) und der „Däl“ (Diele) wird ein Eindruck vom Leben der Warnemünder zum Ende des 19. Jahrhunderts vermittelt. Neben dieser ständigen Ausstellung finden regelmäßig Sonderausstellungen statt.

## Sammlungen
- Allgemeines Kulturgut
- Historische Bücher
- Handbibliothek Bücher
- Sammlung historischer Postkarten
- Sammlung bildende Kunst
- Sammlung historischer Fotografien
- Fotonegativkartei
- Sammlung des Fotografenmeisters Schäfer
- Sammlung historischer Dokumente